# Mehmed Riza Pascià
Mehmed Riza Pascià (conosciuto anche come Serasker Riza Pascià; Fatih, 1844 – Istanbul, 1920) è stato un militare ottomano. Raggiunse il grado di Serasker, che era il più alto grado militare dell'Impero Ottomano. Partecipò alla guerra russo-turca (1877-1878).

## Biografia
Nato in una famiglia di origine turca, fu promosso a Serasker dal sultano Abdul Hamid II. Il suo yalı, si trova ancora sul Bosforo a Scutari.
Egli aveva il controllo dell'Impero Ottomano, poiché il Sultano era a detta di tutti debole, avendo ricevuto il titolo dopo la deposizione dal fratello Abdul Aziz.
È sepolto nel cortile dove si trova la türbe di Mahmud II e di altri importanti signori dell'epoca.
Nel 1867 si diplomò al Mekteb-i Harbiye con il grado di Mülâzımı. Fu assegnato al 1º Reggimento, 3º Battaglione, 4ª Divisione a Šumen sotto il comando della 2ª Armata. Arrivò a Istanbul con il suo battaglione per essere inviato a Creta. Al Ministero della Guerra fu incaricato di formare i soldati all'uso dei nuovi fucili adottati. Con i fucili appena acquistati, i soldati si addestrarono a Creta. Grazie al suo lavoro eccellente e di successo, attirò l'attenzione del governatore e comandante di Creta Muşir Omar Pascià e fu nominato comandante in capo. Tuttavia, due o tre giorni dopo si dimise e tornò a Istanbul.
Nel 1870 fu promosso al grado di Yüzbaşı. Nel 1871 partecipò alla repressione della ribellione dei Malisöri a Scutari. Partecipa al seguito di Şahin Pascià alla riorganizzazione della Scuola Imperiale di Medicina nel 1874.
Nel 1875 fu promosso al grado di Binbaşı. Allo scoppio della ribellione montenegrina, fu assegnato come vice comandante del battaglione Muğla a Trebinjë. Ha parteciapto alla Guerra russo-turca (1877-1878) nell'entourage del Müşir Sulayman Pascià.
Durante la guerra, fu promosso al grado di Caimacam da Sulayman Pascià per i suoi eccellenti servizi e fu insignito dell'Ordine di Mejīdiyye di IV classe. Fu catturato dall'esercito russo durante la Battaglia del passo di Šipka. Dopo 6 mesi tornò a Istanbul. Grazie ai suoi buoni rapporti con Süleyman Pascià, che era detenuto a Istanbul, fu nominato Procuratore Generale di Liva sotto il comando di Emin Pascià, che fu ferito in Kosovo. Quando Emin Pascià era al confine con la Grecia, si recò a Yenişehir. Durante lo scontro con i greci a Yenişehir, si dimise dall'esercito quando ricevette un telegramma dalla sua famiglia a Istanbul che gli chiedeva di cercare la sua casa. Ritirò le sue dimissioni su richiesta del Circasso Abdi Pascià.
Nel 1881 fu promosso al grado di Miralay e fu nominato comandante del reggimento Izmit Redif. Nel 1885, in seguito agli eventi di Cisr-i Mustafapaşa, si trasferì a Edirne con il suo reggimento. Quando il luogo di servizio fu raggiunto dai soldati, fu immediatamente convocato al Palazzo di Yıldız di Istanbul dal Sultano Abdul Hamid II Dopo questo incontro, fu promosso da Mirliva da Serasker e continuò il suo servizio a Edirne.
Fu comandante di divisione (Fırka) a Edirne tra il 1885 e il 1888. Nel 1888 fu chiamato a Istanbul da Abdul Hamid II fu assegnato al comando della 2ª Firka incaricata della guardia del Sultano. Il 3 settembre 1891 fu promosso al grado di Ferik e poi al grado di Mushir e nominato Serasker. Dal 5 settembre 1891 al 23 luglio 1908 prestò servizio come serasker.
Morì nel 1920.